# Morrona
Morrona è una frazione del comune italiano di Terricciola, nella provincia di Pisa, in Toscana.

## Geografia fisica
Sorge a nord-ovest di Terricciola, su una collina cretosa tra la valle dell'Era e quella del fiume Cascina.
(Giovanni Targioni Tozzetti, Relazioni d'alcuni viaggi fatti in diverse parti della Toscana per osservare le produzioni naturali e gli antichi monumenti di essa)

## Storia
(Emanuele Repetti, Dizionario geografico, fisico, storico della Toscana)
L'origine di Morrona come nucleo abitato si fa risalire al periodo etrusco, come testimoniato dalla presenza di numerosi ipogei alle pendici della collina su cui sorge il paese.
Le prime notizie scritte del borgo risalgono all'anno Mille, quando sappiamo che la sua badia, situata a nord rispetto al nucleo abitativo del paese, era sotto il controllo dei conti Cadolingi. In data 19 luglio 1138 Morrona viene menzionata in un documento in cui l'imperatore Corrado III confermava all'arcivescovo di Pisa Balduino i beni che erano stati venduti precedentemente dall'abate di Morrona all'arcivescovo Uberto Rossi Lanfranchi suo predecessore.
Nel 1144 presso il Castello di Morrona si svolse una battaglia tra Lucchesi e Pisani, finita con la vittoria di questi ultimi.
Il 30 agosto 1152 l'arcivescovo di Pisa in carica Villano Villani acquisì dall'abate di Morrona Jacopo ulteriori possedimenti terrieri nei pressi del Monte Vaso e di Collemontanino.
In un altro documento datato 17 marzo 1199 l'arcivescovo Ubaldo Lanfranchi ordinò ai consoli di Morrona di ubbidire ai precetti dell'Arcidiocesi di Pisa. Una volta che Morrona fu stabilmente sotto l'influenza dell'Arcidiocesi di Pisa, i suoi abitanti iniziarono a sostenere la parte ghibellina sostenuta dal Comune di Pisa.
Nel 1294, Morrona fu rifugio dei ghibellini della Valdera guidati da Neri d'Janni da Donoratico, i quali, al seguito di Guido da Montefeltro podestà di Pisa, intrapresero una sanguinosa battaglia con i guelfi stabilitisi a Peccioli.
Nel 1496 cadde sotto il dominio fiorentino. Morrona nel 1833 contava 460 abitanti.

## Monumenti e luoghi d'interesse
- Badia e chiesa di Santa Maria a Morrona, importante complesso religioso del territorio, fu fondata nel 1089 dal conte Ugo della Gherardesca. Soppressa nel 1482, fu residenza dei vescovi di Volterra. La chiesa attuale fu costruita attorno al 1152, quando si decise di trasferire l'antico monastero.

- Chiesa di San Bartolomeo, chiesa parrocchiale della frazione, risale al periodo medievale, ma la facciata mostra i segni dei rifacimenti ottocenteschi, così come l'interno, con l'insolita irregolare ampiezza delle due navate laterali, testimonianza degli ampliamenti della primitiva navata centrale. Nella zona presbiteriale, si conserva il Martirio di San Bartolomeo, di scuola toscana della prima metà del Settecento.